# Duane Henry
Pour les articles homonymes, voir Henry.
Duane Henry est un acteur anglais, né le 18 mars 1985 à Birmingham (Angleterre).

## Biographie

### Jeunesse et formation
Duane a grandi dans un milieu ouvrier à Handsworth dans les West Midlands. Il a fait sa scolarisation à l'école primaire catholique de Saint Francis à Birmingham puis a continué à la St. John Wall School et a ensuité étudié la dramaturgie au Dudley College. Il déménage à Londres afin de commencer une carrière dans le spectacle.

### Carrière
Son premier rôle en tant qu'acteur débute en 2004, un an après avoir déménagé à Londres le 27 novembre 2003 dans la série anthologique The Afternoon Play aux côtés de Samantha Janus. De 2004 à 2011, il fait de nombreuses apparitions dans des séries telles que Doctor Who, The Bill et The Cut qui lui vaut une nomination aux BAFTA en 2010 comme meilleur nouveau talent.
De 2005 à 2013, il joue à la télévision dans le soap opera Doctors puis en novembre 2013, il déménage à Los Angeles où il joue dans des téléfilms et il obtient l'un des rôles récurrents de la série NCIS : Enquêtes spéciales, celui de Clayton Reeves qui a fait connaître du grand public.

### Vie privée
Durant une période de sa vie, Duane a été sans domicile fixe à Birmingham. Il n'a jamais connu son père et sa mère l'a eu très jeune alors qu'elle n'avait que 16 ans. Il a été élevé par sa tante. Avant de faire carrière, il a fait plusieurs métiers pour subvenir à ses besoins mais aussi à ceux de sa famille en vendant des chaussures à Oxford Street. Il a grandi en affrontant les difficultés de la vie très tôt ce qui l'a endurci et fait travailler plus dur pour atteindre ses objectifs.
De son propre aveu, s'il n'était pas devenu acteur, il aurait exercé un métier dans les arts ou enseigné la comédie.

## Filmographie

### Cinéma
- 2008 : Crimes à Oxford d'Álex de la Iglesia : Le premier policier
- 2008 : Flick de David Howard : Mark Jackson
- 2011 : Ghosted de Craig Viveiros : Jason
- 2011 : W.E. de Madonna : Dwayne
- 2012 : The Dark Knight Rises de Christopher Nolan : Un agent du SWAT
- 2012 : Comedown de Menhaj Huda : Col
- 2014 : Montana de Mo Ali : Junior

### Télévision

#### Séries télévisées
- 2005 : The Afternoon Play : Ryan
- 2005 : Jericho (mini-série) : Roy Marlowe
- 2005-2013 : Doctors : Gareth Broadhurst / Steve Day / Tony Filton / Jack Shaw / Alex
- 2005 : Dubplate Drama : rôle sans nom
- 2006 : Dream Team 80's (mini-série) : Kevin Nelson
- 2007 : Desperados : Jake Malone
- 2007 : Nearly Famous : Lee
- 2007 : Blue Murder : Aaron Mathews
- 2008 : Doctor Who : Mechanic Claude
- 2008 : Bonekickers : Anthony
- 2008 : Coming Up : Totes
- 2009 : The Philanthropist : Officier Bradley
- 2009 : The Bill : Tyson Archer
- 2010 : The Cut : Rory Andrews
- 2010 : Londres, police judiciaire : Marty Flinn
- 2012 : Casualty : Tommy Downs
- 2016-2018 : NCIS : Enquêtes spéciales : Clayton Reeves (principal saisons 14 et 15, récurrent saison 13)

#### Téléfilms
- 2005 : 7/7: Attack on London de Jo Burge et James Erskine (en) : Jermaine Lindsey
- 2008 : West 10 LDN de Menhaj Huda : Orin
- 2015 : Paradise Pictures de Rick Muirragui : Aldo Boyd
- 2016 : Cruel Intentions de Roger Kumble : Sullivan
- 2018 : Une romance de Noël épicée (A Gingerbread Romance) : Adam Dale